# Skála smrti

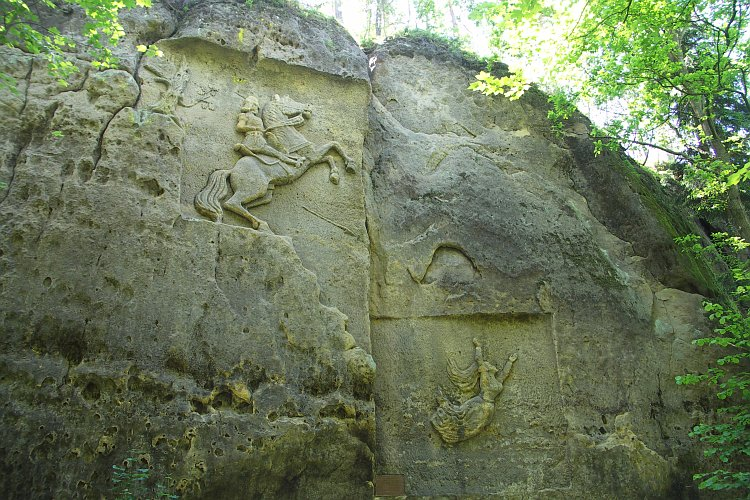
Ritter Kuno und die Jungfrau

Der Skála smrti (deutsch Totenstein, auch Jungfernsprung) ist ein ca. 15 Meter hoher Felsen, an dessen senkrechter Wand ein bemerkenswertes Felsrelief angebracht wurde. Es zeigt einen Ritter auf aufbäumendem Pferd und eine mit ausgebreiteten Armen vom Felsen fallende Frau.

## Lage und Zugang

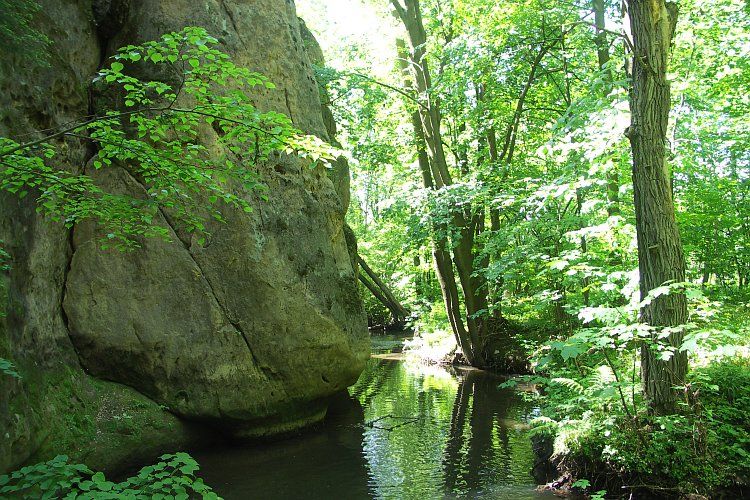
Zwittebach am Totenstein

Der Felsen befindet sich ca. 1,5 km südlich der Ortschaft Kunratice u Cvikova (deutsch: Kunnersdorf bei Zwickau) im Lausitzer Gebirge im Liberecký kraj (Region Liberec) in Tschechien. Der Svitávka-Bach (Zwittebach) hat sich hier in den Sandstein gegraben und eine Felsenlandschaft hervorgebracht, die auch Kunnersdorfer Schweiz genannt wurde. 
Das Relief ist etwas verdeckt durch Bäume am Nordufer des Baches zu finden. Es ist nur zu Fuß zu erreichen. Der Zugang zum markierten Pfad befindet sich an der südlichen Unterquerung des Svitávka-Bach am Südrand von Kunratice u Cvikova. Von hier aus sind ca. 700 Meter zurückzulegen. Man kommt dabei an einigen in den Felsen gehauenen Stollen und Höhlen vorbei, deren größte früher der Gewinnung von Schleifsand für die im Ort ansässige Spiegelschleiferei gedient haben soll. Sie ist begehbar. 

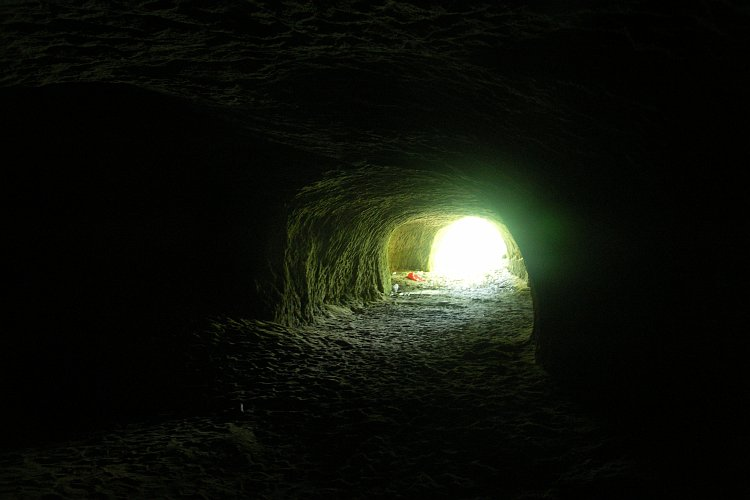
Höhle im Fels

## Geschichte
Schon früher war die Stelle am Zwittebach, welche auch Müllerloch hieß, durch ihre Schönheit bekannt. 
Das Relief wurde 1910 von zwei Kunnersdorfer Einwohnern geschaffen, dem pensionierten k.u k. Gendarmerie-Wachtmeister Karl Bundesmann und dem Oberlehrer i. R. Karl Beckert. Die beiden schufen später auch das Körner-Relief am Dutý kámen (Hohlstein). 

## Darstellung
Das Relief zeigt den Ritter Kuno, der auf dem Sprung in die Tiefe einer sich bereits im Fall befindlichen Jungfrau nachstellt. Dieser Szene diente die hiesige Sage von Totenstein als Vorlage. 
Die Sage erzählt, dass der Besitzer der Veste oberhalb des Dorfes, Ritter Kuno, der schönen Müllerstochter nachstellte. Selbiger begegnete der Ritter, als sie von einem Besuch bei den Großeltern heimkehrte. Zum Schutze ihrer Jungfräulichkeit flieht sie in den nahen Wald und steht plötzlich vor dem Abgrund. In ihrer Angst wählt sie den Tod und springt in die Tiefe. Auf wundersame Weise wurde sie jedoch gerettet, da ihr Rock quasi als Fallschirm wirkte oder weil sie von Engeln getragen wurde. Dem Ritter erging es schlechter, er und sein Pferd fanden den Tod. 
„ … Und sieh´ ein Engel breitet leise
Um´s fromme Weib die Flügel aus
Der Sprung gelingt ihm wunderweise
Und glücklich kommt es bald nach Haus.
Herrn Kunz begräbt sein Pferd im Falle,
Ein wilder Fluch - sein letzter Ruf!
Am Totenstein siehst du die Kralle
Von Teufelshand - vom Pferdehuf...“